# 2010年のナショナルリーグチャンピオンシップシリーズ
2010年の野球において、メジャーリーグベースボール（MLB）のポストシーズンは10月6日に開幕した。ナショナルリーグの第41回リーグチャンピオンシップシリーズ（英語: 41st National League Championship Series、以下「リーグ優勝決定戦」と表記）は、16日から23日にかけて計6試合が開催された。その結果、サンフランシスコ・ジャイアンツ（西地区）がフィラデルフィア・フィリーズ（東地区）を4勝2敗で下し、8年ぶり21回目のリーグ優勝および18回目のワールドシリーズ進出を果たした。
両球団がポストシーズンで対戦するのはこれが初めて。ジャイアンツ監督のブルース・ボウチーは、かつてサンディエゴ・パドレス監督として就任4年目の1998年にチームをナショナルリーグ優勝へ導いたことがあるが、ジャイアンツでも同じく就任4年目のこの年にナショナルリーグを制した。一方のフィリーズは、2008年・2009年に続くリーグ3連覇を逃した。ナショナルリーグ3連覇は1942年から1944年にかけてのセントルイス・カージナルスを最後に途絶え、今回のフィリーズ以前にも延べ9球団が2連覇止まりに終わっていた。シリーズMVPには、第1戦で先制と決勝の2本塁打を放つなど、6試合で打率.350・3本塁打・5打点・OPS 1.385という成績を残したジャイアンツのコディ・ロスが選出された。このあとジャイアンツは、ワールドシリーズでもアメリカンリーグ王者テキサス・レンジャーズを4勝1敗で下し、56年ぶり6度目の優勝を成し遂げた。

## 両チームの2010年
10月10日にまずフィリーズ（東地区優勝）が、そして11日にはジャイアンツ（西地区優勝）が、それぞれ地区シリーズ突破を決めてリーグ優勝決定戦へ駒を進めた。
フィリーズは、2009年は93勝69敗で地区3連覇・リーグ2連覇を達成したが、ワールドシリーズで敗退した。エース左腕クリフ・リーがFAまで残り1年となったため、チームは12月にリーをトレードで放出する一方、同じ日に別のトレードで新エースとしてロイ・ハラデイを迎え入れた。2010年は前半戦終了時点で47勝40敗、ポストシーズン進出圏外の地区3位に沈み、首位アトランタ・ブレーブスとは4.5ゲーム差離された。前半戦はジミー・ロリンズやチェイス・アトリーら中軸の相次ぐ故障離脱により打線が弱体化し、ハラデイも7完投・防御率2.19と好投したものの、援護に恵まれず勝敗は10勝7敗にとどまった。だがチームは7月31日のトレード期限までに、打者でなく先発投手のロイ・オズワルトを補強した。打線の故障者が復帰してきたところにオズワルトが加入し、先発ローテーションにハラデイやコール・ハメルズとの3本柱が形成されたことで、後半戦はチームの勝率が50勝25敗と上昇した。ブレーブスとのゲーム差も徐々に縮め、9月上旬に逆転すると12日からは11連勝で突き放す。そのまま27日に地区4連覇を決めた。平均得点4.77はリーグ2位、防御率3.67はリーグ5位。救援投手陣の層が薄いなか、ローテーションの3本柱が1先発あたり7イニング弱を消化したことで、ライアン・マドソンら切り札的投手を終盤の重要な場面で起用しやすくなったのも勝因に挙げられる。地区シリーズではシンシナティ・レッズを3勝0敗で下した。
ジャイアンツは2009年、88勝74敗の地区3位でポストシーズン進出を逃した。チームはオフにFAとなった捕手のベンジー・モリーナと再契約したが、新人バスター・ポージーへの正捕手移行も視野に入れていた。2010年は開幕から1か月ほど地区首位を維持したあと、5月7日にサンディエゴ・パドレスに抜かれる。ポージーは5月29日にメジャーへ昇格し、6月は主に一塁で出場したが、チームはその間に4位まで落ちた。6月が終わるとモリーナはトレードで放出され、7月からはポージーが正捕手に抜擢された。チームの勝敗は、ポージー昇格から6月終了までが15勝15敗だったのに対し、7月は20勝8敗と上向いた。チームは前半戦を47勝41敗で終え、4.0ゲーム差の首位パドレスを後半戦も追う。パドレスが8月26日から15戦13敗と失速したのも相まって、9月半ばから両球団による抜きつ抜かれつの首位争いが展開された。その結果、10月3日のレギュラーシーズン最終戦で直接対決に勝ったジャイアンツが地区を制した。平均得点4.30はリーグ9位、防御率3.36はリーグ最高。投手陣ではエース右腕ティム・リンスカムが一時不振に陥ったものの、ポージーは捕手として全体的に投手陣を好リードしながら、打線でも中軸の重責を果たした。彼のほかに打線で活躍したのはオーブリー・ハフやパット・バレルら、オフやシーズン途中に獲得した選手たちであり、チームの補強も成功といえる。地区シリーズではブレーブスを3勝1敗で下した。
リーグ優勝決定戦の第1・2・6・7戦を本拠地で開催できる "ホームフィールド・アドバンテージ" は、地区優勝球団どうしが対戦する場合はレギュラーシーズンの勝率がより高いほうの球団に、地区優勝球団とワイルドカード球団が対戦する場合は地区優勝球団に与えられる。したがって今シリーズでは、フィリーズがアドバンテージを得る。この年のレギュラーシーズンでは両球団は6試合対戦し、3勝3敗の五分だった。

## ロースター
両チームの出場選手登録（ロースター）は以下の通り。
- 名前の横の★はこの年のオールスターゲームに選出された選手を、＃はレギュラーシーズン開幕後に入団した選手を示す。
- 年齢は今シリーズ開幕時点でのもの。

| フィラデルフィア・フィリーズ | フィラデルフィア・フィリーズ | フィラデルフィア・フィリーズ | フィラデルフィア・フィリーズ | フィラデルフィア・フィリーズ | フィラデルフィア・フィリーズ | フィラデルフィア・フィリーズ | サンフランシスコ・ジャイアンツ | サンフランシスコ・ジャイアンツ | サンフランシスコ・ジャイアンツ | サンフランシスコ・ジャイアンツ | サンフランシスコ・ジャイアンツ | サンフランシスコ・ジャイアンツ | サンフランシスコ・ジャイアンツ |
| 守備位置                     | 背番号                       | 出身                         | 選手                         | 投                           | 打                           | 年齢                         | 守備位置                       | 背番号                         | 出身                           | 選手                           | 投                             | 打                             | 年齢                           |
| ---------------------------- | ---------------------------- | ---------------------------- | ---------------------------- | ---------------------------- | ---------------------------- | ---------------------------- | ------------------------------ | ------------------------------ | ------------------------------ | ------------------------------ | ------------------------------ | ------------------------------ | ------------------------------ |
| 投手                         | 58                           | ドミニカ共和国の旗           | アントニオ・バスタルド       | 左                           | 右                           | 25                           | 投手                           | 41                             | アメリカ合衆国の旗             | ジェレミー・アフェルト         | 左                             | 左                             | 31                             |
| 投手                         | 56                           | アメリカ合衆国の旗           | ジョー・ブラントン           | 右                           | 右                           | 29                           | 投手                           | 40                             | アメリカ合衆国の旗             | マディソン・バンガーナー       | 左                             | 右                             | 21                             |
| 投手                         | 52                           | キューバの旗                 | ホセ・コントレラス           | 右                           | 右                           | 38                           | 投手                           | 18                             | アメリカ合衆国の旗             | マット・ケイン                 | 右                             | 右                             | 26                             |
| 投手                         | 37                           | アメリカ合衆国の旗           | チャド・ダービン             | 右                           | 右                           | 32                           | 投手                           | 46                             | ドミニカ共和国の旗             | サンティアゴ・カシーヤ         | 右                             | 右                             | 30                             |
| 投手                         | 34                           | アメリカ合衆国の旗           | ロイ・ハラデイ★              | 右                           | 右                           | 33                           | 投手                           | 55                             | アメリカ合衆国の旗             | ティム・リンスカム★            | 右                             | 左                             | 26                             |
| 投手                         | 35                           | アメリカ合衆国の旗           | コール・ハメルズ             | 左                           | 左                           | 26                           | 投手                           | 49                             | プエルトリコの旗               | ハビアー・ロペス＃             | 左                             | 左                             | 33                             |
| 投手                         | 38                           | アメリカ合衆国の旗           | カイル・ケンドリック         | 右                           | 右                           | 26                           | 投手                           | 59                             | ドミニカ共和国の旗             | ギレルモ・モタ                 | 右                             | 右                             | 37                             |
| 投手                         | 54                           | アメリカ合衆国の旗           | ブラッド・リッジ             | 右                           | 右                           | 33                           | 投手                           | 52                             | ドミニカ共和国の旗             | ラモン・ラミレス＃             | 右                             | 右                             | 29                             |
| 投手                         | 46                           | アメリカ合衆国の旗           | ライアン・マドソン           | 右                           | 左                           | 30                           | 投手                           | 54                             | アメリカ合衆国の旗             | セルジオ・ロモ                 | 右                             | 右                             | 27                             |
| 投手                         | 44                           | アメリカ合衆国の旗           | ロイ・オズワルト＃           | 右                           | 右                           | 33                           | 投手                           | 57                             | プエルトリコの旗               | ジョナサン・サンチェス         | 左                             | 左                             | 27                             |
| 投手                         | 16                           | プエルトリコの旗             | J.C.ロメロ                   | 左                           | 両                           | 35                           | 投手                           | 38                             | アメリカ合衆国の旗             | ブライアン・ウィルソン★        | 右                             | 右                             | 28                             |
| 捕手                         | 51                           | パナマの旗                   | カルロス・ルイーズ           | 右                           | 右                           | 31                           | 捕手                           | 28                             | アメリカ合衆国の旗             | バスター・ポージー             | 右                             | 右                             | 23                             |
| 捕手                         | 23                           | アメリカ合衆国の旗           | ブライアン・シュナイダー     | 右                           | 左                           | 33                           | 捕手                           | 22                             | アメリカ合衆国の旗             | イーライ・ホワイトサイド       | 右                             | 右                             | 30                             |
| 内野手                       | 6                            | アメリカ合衆国の旗           | ライアン・ハワード★          | 左                           | 左                           | 30                           | 内野手                         | 14                             | アメリカ合衆国の旗             | マイク・フォンテノー＃         | 右                             | 左                             | 30                             |
| 内野手                       | 27                           | ドミニカ共和国の旗           | プラシド・ポランコ           | 右                           | 右                           | 35                           | 内野手                         | 17                             | アメリカ合衆国の旗             | オーブリー・ハフ               | 右                             | 左                             | 33                             |
| 内野手                       | 11                           | アメリカ合衆国の旗           | ジミー・ロリンズ             | 右                           | 両                           | 31                           | 内野手                         | 10                             | アメリカ合衆国の旗             | トラビス・イシカワ             | 左                             | 左                             | 27                             |
| 内野手                       | 5                            | アメリカ合衆国の旗           | マイク・スウィーニー＃       | 右                           | 右                           | 37                           | 内野手                         | 16                             | コロンビアの旗                 | エドガー・レンテリア           | 右                             | 右                             | 34                             |
| 内野手                       | 26                           | アメリカ合衆国の旗           | チェイス・アトリー★          | 右                           | 左                           | 31                           | 内野手                         | 21                             | アメリカ合衆国の旗             | フレディ・サンチェス           | 右                             | 右                             | 32                             |
| 内野手                       | 21                           | ドミニカ共和国の旗           | ウィルソン・バルデス         | 右                           | 右                           | 32                           | 内野手                         | 48                             | ベネズエラの旗                 | パブロ・サンドバル             | 右                             | 両                             | 25                             |
| 外野手                       | 9                            | アメリカ合衆国の旗           | ドモニク・ブラウン           | 左                           | 左                           | 23                           | 内野手                         | 5                              | ドミニカ共和国の旗             | フアン・ウリーベ               | 右                             | 右                             | 31                             |
| 外野手                       | 10                           | アメリカ合衆国の旗           | ベン・フランシスコ           | 右                           | 右                           | 28                           | 外野手                         | 9                              | アメリカ合衆国の旗             | パット・バレル＃               | 右                             | 右                             | 34                             |
| 外野手                       | 3                            | アメリカ合衆国の旗           | ロス・グロード               | 左                           | 左                           | 34                           | 外野手                         | 13                             | アメリカ合衆国の旗             | コディ・ロス＃                 | 左                             | 右                             | 29                             |
| 外野手                       | 29                           | アメリカ合衆国の旗           | ラウル・イバニェス           | 右                           | 左                           | 38                           | 外野手                         | 33                             | アメリカ合衆国の旗             | アーロン・ローワンド           | 右                             | 右                             | 33                             |
| 外野手                       | 8                            | アメリカ合衆国の旗           | シェーン・ビクトリーノ       | 右                           | 両                           | 29                           | 外野手                         | 12                             | アメリカ合衆国の旗             | ネイト・シャーホルツ           | 右                             | 左                             | 26                             |
| 外野手                       | 28                           | アメリカ合衆国の旗           | ジェイソン・ワース           | 右                           | 右                           | 31                           | 外野手                         | 56                             | アメリカ合衆国の旗             | アンドレス・トーレス           | 右                             | 両                             | 32                             |

フィリーズは地区シリーズのロースターから1枠を入れ替え、内野手のグレッグ・ダブスに代えて投手のカイル・ケンドリックを加えた。フィリーズは、5戦3勝制の地区シリーズでは先発ローテーションを3人で回し、4番手のジョー・ブラントンはロングリリーフ役にして、5番手のケンドリックをロースターから外していた。リーグ優勝決定戦は7戦4勝制と試合が増えるため、ブラントンが4人目の先発投手としてローテーションに戻り、ブラントンに代わってケンドリックがロングリリーフ役を務める見通しとなった。投手をひとり増やすにあたり、ロースターから外す野手の候補にはダブスと外野手のドモニク・ブラウンが挙がっていた。ダブスを外した場合、三塁手・遊撃手の控えがウィルソン・バルデスだけと手薄になる恐れもあるが、それよりもブラウンの足の速さが買われた。ダブスは地区シリーズでは出番なしに終わっていた。これに対してジャイアンツは、地区シリーズからのロースター変更はない。

## 試合結果
2010年のナショナルリーグ優勝決定戦は10月16日に開幕し、途中に移動日を挟んで8日間で6試合が行われた。日程・結果は以下の通り。
| 日付                                                           | 試合  | ビジター球団（先攻）           | スコア | ホーム球団（後攻）             | 開催球場                   | 開催球場                             |
| -------------------------------------------------------------- | ----- | ------------------------------ | ------ | ------------------------------ | -------------------------- | ------------------------------------ |
| 10月16日（土）                                                 | 第1戦 | サンフランシスコ・ジャイアンツ | 4－3   | フィラデルフィア・フィリーズ   | シチズンズ・バンク・パーク | シチズンズ・バンク・パークAT&Tパーク |
| 10月17日（日）                                                 | 第2戦 | サンフランシスコ・ジャイアンツ | 1－6   | フィラデルフィア・フィリーズ   | シチズンズ・バンク・パーク | シチズンズ・バンク・パークAT&Tパーク |
| 10月18日（月）                                                 |       | 移動日                         | 移動日 | 移動日                         |                            | シチズンズ・バンク・パークAT&Tパーク |
| 10月19日（火）                                                 | 第3戦 | フィラデルフィア・フィリーズ   | 0－3   | サンフランシスコ・ジャイアンツ | AT&Tパーク                 | シチズンズ・バンク・パークAT&Tパーク |
| 10月20日（水）                                                 | 第4戦 | フィラデルフィア・フィリーズ   | 5－6x  | サンフランシスコ・ジャイアンツ | AT&Tパーク                 | シチズンズ・バンク・パークAT&Tパーク |
| 10月21日（木）                                                 | 第5戦 | フィラデルフィア・フィリーズ   | 4－2   | サンフランシスコ・ジャイアンツ | AT&Tパーク                 | シチズンズ・バンク・パークAT&Tパーク |
| 10月22日（金）                                                 |       | 移動日                         | 移動日 | 移動日                         |                            | シチズンズ・バンク・パークAT&Tパーク |
| 10月23日（土）                                                 | 第6戦 | サンフランシスコ・ジャイアンツ | 3－2   | フィラデルフィア・フィリーズ   | シチズンズ・バンク・パーク | シチズンズ・バンク・パークAT&Tパーク |
| 優勝：サンフランシスコ・ジャイアンツ（4勝2敗 / 8年ぶり21度目） |       |                                |        |                                |                            | シチズンズ・バンク・パークAT&Tパーク |

### 第1戦 10月16日
- シチズンズ・バンク・パーク（ペンシルベニア州フィラデルフィア）

|                                | 1 | 2 | 3 | 4 | 5 | 6 | 7 | 8 | 9 | R | H | E |
| ------------------------------ | - | - | - | - | - | - | - | - | - | - | - | - |
| サンフランシスコ・ジャイアンツ | 0 | 0 | 1 | 0 | 1 | 2 | 0 | 0 | 0 | 4 | 9 | 0 |
| フィラデルフィア・フィリーズ   | 0 | 0 | 1 | 0 | 0 | 2 | 0 | 0 | 0 | 3 | 7 | 0 |

1. 勝利：ティム・リンスカム（1勝）
2. セーブ：ブライアン・ウィルソン（1S）
3. 敗戦：ロイ・ハラデイ（1敗）
4. 本塁打
SF：コディ・ロス1号ソロ・2号ソロ
PHI：カルロス・ルイーズ1号ソロ、ジェイソン・ワース1号ソロ
5. 審判
［球審］デリル・カズンズ
［塁審］一塁: ダン・アイアソーニャ、二塁: テッド・バレット、三塁: ウォーリー・ベル
［外審］左翼: ジェフ・ネルソン、右翼: トム・ハリオン
6. 試合開始時刻: 東部夏時間（UTC-4）午後7時59分  試合時間: 2時間59分  観客: 4万5929人  気温: 59°F（15°C）
詳細: MLB.com Gameday / ESPN.com / Baseball-Reference.com / Fangraphs

| サンフランシスコ・ジャイアンツ | サンフランシスコ・ジャイアンツ | サンフランシスコ・ジャイアンツ | サンフランシスコ・ジャイアンツ | サンフランシスコ・ジャイアンツ                                                                       | フィラデルフィア・フィリーズ | フィラデルフィア・フィリーズ | フィラデルフィア・フィリーズ | フィラデルフィア・フィリーズ | フィラデルフィア・フィリーズ                                                                            |
| ------------------------------ | ------------------------------ | ------------------------------ | ------------------------------ | --- | ---------------------------- | ---------------------------- | ---------------------------- | ---------------------------- | --- |
| 打順                           | 守備                           | 選手                           | 打席                           | T・リンスカムB・ポージーA・ハフF・サンチェスM・フォンテ · ノーJ・ウリーベP・バレルA・トーレスC・ロス | 打順                         | 守備                         | 選手                         | 打席                         | R・ハラデイC・ルイーズR・ハワードC・アトリーP・ポランコJ・ロリンズR・イバニェスS・ビクトリーノJ・ワース |
| 1                              | 中                             | A・トーレス                    | 両                             | T・リンスカムB・ポージーA・ハフF・サンチェスM・フォンテ · ノーJ・ウリーベP・バレルA・トーレスC・ロス | 1                            | 中                           | S・ビクトリーノ              | 両                           | R・ハラデイC・ルイーズR・ハワードC・アトリーP・ポランコJ・ロリンズR・イバニェスS・ビクトリーノJ・ワース |
| 2                              | 二                             | F・サンチェス                  | 右                             | T・リンスカムB・ポージーA・ハフF・サンチェスM・フォンテ · ノーJ・ウリーベP・バレルA・トーレスC・ロス | 2                            | 三                           | P・ポランコ                  | 右                           | R・ハラデイC・ルイーズR・ハワードC・アトリーP・ポランコJ・ロリンズR・イバニェスS・ビクトリーノJ・ワース |
| 3                              | 一                             | A・ハフ                        | 左                             | T・リンスカムB・ポージーA・ハフF・サンチェスM・フォンテ · ノーJ・ウリーベP・バレルA・トーレスC・ロス | 3                            | 二                           | C・アトリー                  | 左                           | R・ハラデイC・ルイーズR・ハワードC・アトリーP・ポランコJ・ロリンズR・イバニェスS・ビクトリーノJ・ワース |
| 4                              | 捕                             | B・ポージー                    | 右                             | T・リンスカムB・ポージーA・ハフF・サンチェスM・フォンテ · ノーJ・ウリーベP・バレルA・トーレスC・ロス | 4                            | 一                           | R・ハワード                  | 左                           | R・ハラデイC・ルイーズR・ハワードC・アトリーP・ポランコJ・ロリンズR・イバニェスS・ビクトリーノJ・ワース |
| 5                              | 左                             | P・バレル                      | 右                             | T・リンスカムB・ポージーA・ハフF・サンチェスM・フォンテ · ノーJ・ウリーベP・バレルA・トーレスC・ロス | 5                            | 右                           | J・ワース                    | 右                           | R・ハラデイC・ルイーズR・ハワードC・アトリーP・ポランコJ・ロリンズR・イバニェスS・ビクトリーノJ・ワース |
| 6                              | 遊                             | J・ウリーベ                    | 右                             | T・リンスカムB・ポージーA・ハフF・サンチェスM・フォンテ · ノーJ・ウリーベP・バレルA・トーレスC・ロス | 6                            | 遊                           | J・ロリンズ                  | 両                           | R・ハラデイC・ルイーズR・ハワードC・アトリーP・ポランコJ・ロリンズR・イバニェスS・ビクトリーノJ・ワース |
| 7                              | 三                             | M・フォンテノー                | 左                             | T・リンスカムB・ポージーA・ハフF・サンチェスM・フォンテ · ノーJ・ウリーベP・バレルA・トーレスC・ロス | 7                            | 左                           | R・イバニェス                | 左                           | R・ハラデイC・ルイーズR・ハワードC・アトリーP・ポランコJ・ロリンズR・イバニェスS・ビクトリーノJ・ワース |
| 8                              | 右                             | C・ロス                        | 右                             | T・リンスカムB・ポージーA・ハフF・サンチェスM・フォンテ · ノーJ・ウリーベP・バレルA・トーレスC・ロス | 8                            | 捕                           | C・ルイーズ                  | 右                           | R・ハラデイC・ルイーズR・ハワードC・アトリーP・ポランコJ・ロリンズR・イバニェスS・ビクトリーノJ・ワース |
| 9                              | 投                             | T・リンスカム                  | 左                             | T・リンスカムB・ポージーA・ハフF・サンチェスM・フォンテ · ノーJ・ウリーベP・バレルA・トーレスC・ロス | 9                            | 投                           | R・ハラデイ                  | 右                           | R・ハラデイC・ルイーズR・ハワードC・アトリーP・ポランコJ・ロリンズR・イバニェスS・ビクトリーノJ・ワース |
| 先発投手                       | 先発投手                       | 先発投手                       | 投球                           | T・リンスカムB・ポージーA・ハフF・サンチェスM・フォンテ · ノーJ・ウリーベP・バレルA・トーレスC・ロス | 先発投手                     | 先発投手                     | 先発投手                     | 投球                         | R・ハラデイC・ルイーズR・ハワードC・アトリーP・ポランコJ・ロリンズR・イバニェスS・ビクトリーノJ・ワース |
| T・リンスカム                  | T・リンスカム                  | T・リンスカム                  | 右                             | T・リンスカムB・ポージーA・ハフF・サンチェスM・フォンテ · ノーJ・ウリーベP・バレルA・トーレスC・ロス | R・ハラデイ                  | R・ハラデイ                  | R・ハラデイ                  | 右                           | R・ハラデイC・ルイーズR・ハワードC・アトリーP・ポランコJ・ロリンズR・イバニェスS・ビクトリーノJ・ワース |

### 第2戦 10月17日
- シチズンズ・バンク・パーク（ペンシルベニア州フィラデルフィア）

|                                | 1 | 2 | 3 | 4 | 5 | 6 | 7 | 8 | 9 | R | H | E |
| ------------------------------ | - | - | - | - | - | - | - | - | - | - | - | - |
| サンフランシスコ・ジャイアンツ | 0 | 0 | 0 | 0 | 1 | 0 | 0 | 0 | 0 | 1 | 4 | 1 |
| フィラデルフィア・フィリーズ   | 1 | 0 | 0 | 0 | 1 | 0 | 4 | 0 | X | 6 | 8 | 0 |

1. 勝利：ロイ・オズワルト（1勝）
2. 敗戦：ジョナサン・サンチェス（1敗）
3. 本塁打
SF：コディ・ロス3号ソロ
4. 審判
［球審］ダン・アイアソーニャ
［塁審］一塁: テッド・バレット、二塁: ウォーリー・ベル、三塁: ジェフ・ネルソン
［外審］左翼: トム・ハリオン、右翼: デリル・カズンズ
5. 試合開始時刻: 東部夏時間（UTC-4）午後8時19分  試合時間: 3時間1分  観客: 4万6099人  気温: 70°F（21.1°C）
詳細: MLB.com Gameday / ESPN.com / Baseball-Reference.com / Fangraphs

| サンフランシスコ・ジャイアンツ | サンフランシスコ・ジャイアンツ | サンフランシスコ・ジャイアンツ | サンフランシスコ・ジャイアンツ | サンフランシスコ・ジャイアンツ                                                                         | フィラデルフィア・フィリーズ | フィラデルフィア・フィリーズ | フィラデルフィア・フィリーズ | フィラデルフィア・フィリーズ | フィラデルフィア・フィリーズ                                                                              |
| ------------------------------ | ------------------------------ | ------------------------------ | ------------------------------ | --- | ---------------------------- | ---------------------------- | ---------------------------- | ---------------------------- | --- |
| 打順                           | 守備                           | 選手                           | 打席                           | J・サンチェスB・ポージーA・ハフF・サンチェスM・フォンテ · ノーE・レンテリアP・バレルA・トーレスC・ロス | 打順                         | 守備                         | 選手                         | 打席                         | R・オズワルトC・ルイーズR・ハワードC・アトリーP・ポランコJ・ロリンズR・イバニェスS・ビクトリーノJ・ワース |
| 1                              | 中                             | A・トーレス                    | 両                             | J・サンチェスB・ポージーA・ハフF・サンチェスM・フォンテ · ノーE・レンテリアP・バレルA・トーレスC・ロス | 1                            | 中                           | S・ビクトリーノ              | 両                           | R・オズワルトC・ルイーズR・ハワードC・アトリーP・ポランコJ・ロリンズR・イバニェスS・ビクトリーノJ・ワース |
| 2                              | 二                             | F・サンチェス                  | 右                             | J・サンチェスB・ポージーA・ハフF・サンチェスM・フォンテ · ノーE・レンテリアP・バレルA・トーレスC・ロス | 2                            | 二                           | C・アトリー                  | 左                           | R・オズワルトC・ルイーズR・ハワードC・アトリーP・ポランコJ・ロリンズR・イバニェスS・ビクトリーノJ・ワース |
| 3                              | 一                             | A・ハフ                        | 左                             | J・サンチェスB・ポージーA・ハフF・サンチェスM・フォンテ · ノーE・レンテリアP・バレルA・トーレスC・ロス | 3                            | 三                           | P・ポランコ                  | 右                           | R・オズワルトC・ルイーズR・ハワードC・アトリーP・ポランコJ・ロリンズR・イバニェスS・ビクトリーノJ・ワース |
| 4                              | 捕                             | B・ポージー                    | 右                             | J・サンチェスB・ポージーA・ハフF・サンチェスM・フォンテ · ノーE・レンテリアP・バレルA・トーレスC・ロス | 4                            | 一                           | R・ハワード                  | 左                           | R・オズワルトC・ルイーズR・ハワードC・アトリーP・ポランコJ・ロリンズR・イバニェスS・ビクトリーノJ・ワース |
| 5                              | 左                             | P・バレル                      | 右                             | J・サンチェスB・ポージーA・ハフF・サンチェスM・フォンテ · ノーE・レンテリアP・バレルA・トーレスC・ロス | 5                            | 右                           | J・ワース                    | 右                           | R・オズワルトC・ルイーズR・ハワードC・アトリーP・ポランコJ・ロリンズR・イバニェスS・ビクトリーノJ・ワース |
| 6                              | 右                             | C・ロス                        | 右                             | J・サンチェスB・ポージーA・ハフF・サンチェスM・フォンテ · ノーE・レンテリアP・バレルA・トーレスC・ロス | 6                            | 遊                           | J・ロリンズ                  | 両                           | R・オズワルトC・ルイーズR・ハワードC・アトリーP・ポランコJ・ロリンズR・イバニェスS・ビクトリーノJ・ワース |
| 7                              | 三                             | M・フォンテノー                | 左                             | J・サンチェスB・ポージーA・ハフF・サンチェスM・フォンテ · ノーE・レンテリアP・バレルA・トーレスC・ロス | 7                            | 左                           | R・イバニェス                | 左                           | R・オズワルトC・ルイーズR・ハワードC・アトリーP・ポランコJ・ロリンズR・イバニェスS・ビクトリーノJ・ワース |
| 8                              | 遊                             | E・レンテリア                  | 右                             | J・サンチェスB・ポージーA・ハフF・サンチェスM・フォンテ · ノーE・レンテリアP・バレルA・トーレスC・ロス | 8                            | 捕                           | C・ルイーズ                  | 右                           | R・オズワルトC・ルイーズR・ハワードC・アトリーP・ポランコJ・ロリンズR・イバニェスS・ビクトリーノJ・ワース |
| 9                              | 投                             | J・サンチェス                  | 左                             | J・サンチェスB・ポージーA・ハフF・サンチェスM・フォンテ · ノーE・レンテリアP・バレルA・トーレスC・ロス | 9                            | 投                           | R・オズワルト                | 右                           | R・オズワルトC・ルイーズR・ハワードC・アトリーP・ポランコJ・ロリンズR・イバニェスS・ビクトリーノJ・ワース |
| 先発投手                       | 先発投手                       | 先発投手                       | 投球                           | J・サンチェスB・ポージーA・ハフF・サンチェスM・フォンテ · ノーE・レンテリアP・バレルA・トーレスC・ロス | 先発投手                     | 先発投手                     | 先発投手                     | 投球                         | R・オズワルトC・ルイーズR・ハワードC・アトリーP・ポランコJ・ロリンズR・イバニェスS・ビクトリーノJ・ワース |
| J・サンチェス                  | J・サンチェス                  | J・サンチェス                  | 左                             | J・サンチェスB・ポージーA・ハフF・サンチェスM・フォンテ · ノーE・レンテリアP・バレルA・トーレスC・ロス | R・オズワルト                | R・オズワルト                | R・オズワルト                | 右                           | R・オズワルトC・ルイーズR・ハワードC・アトリーP・ポランコJ・ロリンズR・イバニェスS・ビクトリーノJ・ワース |

### 第3戦 10月19日
- AT&Tパーク（カリフォルニア州サンフランシスコ）

|                                | 1 | 2 | 3 | 4 | 5 | 6 | 7 | 8 | 9 | R | H | E |
| ------------------------------ | - | - | - | - | - | - | - | - | - | - | - | - |
| フィラデルフィア・フィリーズ   | 0 | 0 | 0 | 0 | 0 | 0 | 0 | 0 | 0 | 0 | 3 | 1 |
| サンフランシスコ・ジャイアンツ | 0 | 0 | 0 | 2 | 1 | 0 | 0 | 0 | X | 3 | 4 | 0 |

1. 勝利：マット・ケイン（1勝）
2. セーブ：ブライアン・ウィルソン（2S）
3. 敗戦：コール・ハメルズ（1敗）
4. 審判
［球審］テッド・バレット
［塁審］一塁: ウォーリー・ベル、二塁: ジェフ・ネルソン、三塁: トム・ハリオン
［外審］左翼: デリル・カズンズ、右翼: ダン・アイアソーニャ
5. 試合開始時刻: 太平洋夏時間（UTC-7）午後1時20分  試合時間: 2時間39分  観客: 4万3320人  気温: 62°F（16.7°C）
詳細: MLB.com Gameday / ESPN.com / Baseball-Reference.com / Fangraphs

| フィラデルフィア・フィリーズ | フィラデルフィア・フィリーズ | フィラデルフィア・フィリーズ | フィラデルフィア・フィリーズ | フィラデルフィア・フィリーズ                                                                            | サンフランシスコ・ジャイアンツ | サンフランシスコ・ジャイアンツ | サンフランシスコ・ジャイアンツ | サンフランシスコ・ジャイアンツ | サンフランシスコ・ジャイアンツ                                                                |
| ---------------------------- | ---------------------------- | ---------------------------- | ---------------------------- | --- | ------------------------------ | ------------------------------ | ------------------------------ | ------------------------------ | --------------------------------------------------------------------------------------------- |
| 打順                         | 守備                         | 選手                         | 打席                         | C・ハメルズC・ルイーズR・ハワードC・アトリーP・ポランコJ・ロリンズR・イバニェスS・ビクトリーノJ・ワース | 打順                           | 守備                           | 選手                           | 打席                           | M・ケインB・ポージーA・ハフF・サンチェスJ・ウリーベE・レンテリアP・バレルA・ローワンドC・ロス |
| 1                            | 中                           | S・ビクトリーノ              | 両                           | C・ハメルズC・ルイーズR・ハワードC・アトリーP・ポランコJ・ロリンズR・イバニェスS・ビクトリーノJ・ワース | 1                              | 遊                             | E・レンテリア                  | 右                             | M・ケインB・ポージーA・ハフF・サンチェスJ・ウリーベE・レンテリアP・バレルA・ローワンドC・ロス |
| 2                            | 二                           | C・アトリー                  | 左                           | C・ハメルズC・ルイーズR・ハワードC・アトリーP・ポランコJ・ロリンズR・イバニェスS・ビクトリーノJ・ワース | 2                              | 二                             | F・サンチェス                  | 右                             | M・ケインB・ポージーA・ハフF・サンチェスJ・ウリーベE・レンテリアP・バレルA・ローワンドC・ロス |
| 3                            | 三                           | P・ポランコ                  | 右                           | C・ハメルズC・ルイーズR・ハワードC・アトリーP・ポランコJ・ロリンズR・イバニェスS・ビクトリーノJ・ワース | 3                              | 捕                             | B・ポージー                    | 右                             | M・ケインB・ポージーA・ハフF・サンチェスJ・ウリーベE・レンテリアP・バレルA・ローワンドC・ロス |
| 4                            | 一                           | R・ハワード                  | 左                           | C・ハメルズC・ルイーズR・ハワードC・アトリーP・ポランコJ・ロリンズR・イバニェスS・ビクトリーノJ・ワース | 4                              | 左                             | P・バレル                      | 右                             | M・ケインB・ポージーA・ハフF・サンチェスJ・ウリーベE・レンテリアP・バレルA・ローワンドC・ロス |
| 5                            | 右                           | J・ワース                    | 右                           | C・ハメルズC・ルイーズR・ハワードC・アトリーP・ポランコJ・ロリンズR・イバニェスS・ビクトリーノJ・ワース | 5                              | 右                             | C・ロス                        | 右                             | M・ケインB・ポージーA・ハフF・サンチェスJ・ウリーベE・レンテリアP・バレルA・ローワンドC・ロス |
| 6                            | 遊                           | J・ロリンズ                  | 両                           | C・ハメルズC・ルイーズR・ハワードC・アトリーP・ポランコJ・ロリンズR・イバニェスS・ビクトリーノJ・ワース | 6                              | 一                             | A・ハフ                        | 左                             | M・ケインB・ポージーA・ハフF・サンチェスJ・ウリーベE・レンテリアP・バレルA・ローワンドC・ロス |
| 7                            | 左                           | R・イバニェス                | 左                           | C・ハメルズC・ルイーズR・ハワードC・アトリーP・ポランコJ・ロリンズR・イバニェスS・ビクトリーノJ・ワース | 7                              | 三                             | J・ウリーベ                    | 右                             | M・ケインB・ポージーA・ハフF・サンチェスJ・ウリーベE・レンテリアP・バレルA・ローワンドC・ロス |
| 8                            | 捕                           | C・ルイーズ                  | 右                           | C・ハメルズC・ルイーズR・ハワードC・アトリーP・ポランコJ・ロリンズR・イバニェスS・ビクトリーノJ・ワース | 8                              | 中                             | A・ローワンド                  | 右                             | M・ケインB・ポージーA・ハフF・サンチェスJ・ウリーベE・レンテリアP・バレルA・ローワンドC・ロス |
| 9                            | 投                           | C・ハメルズ                  | 左                           | C・ハメルズC・ルイーズR・ハワードC・アトリーP・ポランコJ・ロリンズR・イバニェスS・ビクトリーノJ・ワース | 9                              | 投                             | M・ケイン                      | 右                             | M・ケインB・ポージーA・ハフF・サンチェスJ・ウリーベE・レンテリアP・バレルA・ローワンドC・ロス |
| 先発投手                     | 先発投手                     | 先発投手                     | 投球                         | C・ハメルズC・ルイーズR・ハワードC・アトリーP・ポランコJ・ロリンズR・イバニェスS・ビクトリーノJ・ワース | 先発投手                       | 先発投手                       | 先発投手                       | 投球                           | M・ケインB・ポージーA・ハフF・サンチェスJ・ウリーベE・レンテリアP・バレルA・ローワンドC・ロス |
| C・ハメルズ                  | C・ハメルズ                  | C・ハメルズ                  | 左                           | C・ハメルズC・ルイーズR・ハワードC・アトリーP・ポランコJ・ロリンズR・イバニェスS・ビクトリーノJ・ワース | M・ケイン                      | M・ケイン                      | M・ケイン                      | 右                             | M・ケインB・ポージーA・ハフF・サンチェスJ・ウリーベE・レンテリアP・バレルA・ローワンドC・ロス |

### 第4戦 10月20日
- AT&Tパーク（カリフォルニア州サンフランシスコ）

|                                | 1 | 2 | 3 | 4 | 5 | 6 | 7 | 8 | 9  | R | H  | E |
| ------------------------------ | - | - | - | - | - | - | - | - | -- | - | -- | - |
| フィラデルフィア・フィリーズ   | 0 | 0 | 0 | 0 | 4 | 0 | 0 | 1 | 0  | 5 | 9  | 1 |
| サンフランシスコ・ジャイアンツ | 1 | 0 | 1 | 0 | 1 | 2 | 0 | 0 | 1x | 6 | 11 | 0 |

1. 勝利：ブライアン・ウィルソン（1勝2S）
2. 敗戦：ロイ・オズワルト（1勝1敗）
3. 審判
［球審］ウォーリー・ベル
［塁審］一塁: ジェフ・ネルソン、二塁: トム・ハリオン、三塁: デリル・カズンズ
［外審］左翼: ダン・アイアソーニャ、右翼: テッド・バレット
4. 試合開始時刻: 太平洋夏時間（UTC-7）午後4時57分  試合時間: 3時間40分  観客: 4万3515人  気温: 62°F（16.7°C）
詳細: MLB.com Gameday / ESPN.com / Baseball-Reference.com / Fangraphs

| フィラデルフィア・フィリーズ | フィラデルフィア・フィリーズ | フィラデルフィア・フィリーズ | フィラデルフィア・フィリーズ | フィラデルフィア・フィリーズ                                                                                | サンフランシスコ・ジャイアンツ | サンフランシスコ・ジャイアンツ | サンフランシスコ・ジャイアンツ | サンフランシスコ・ジャイアンツ | サンフランシスコ・ジャイアンツ                                                                        |
| ---------------------------- | ---------------------------- | ---------------------------- | ---------------------------- | --- | ------------------------------ | ------------------------------ | ------------------------------ | ------------------------------ | --- |
| 打順                         | 守備                         | 選手                         | 打席                         | J・ブラントンC・ルイーズR・ハワードC・アトリーP・ポランコJ・ロリンズB・フランシスコS・ビクトリーノJ・ワース | 打順                           | 守備                           | 選手                           | 打席                           | M・バンガーナーB・ポージーA・ハフF・サンチェスP・サンドバルE・レンテリアP・バレルA・ローワンドC・ロス |
| 1                            | 中                           | S・ビクトリーノ              | 両                           | J・ブラントンC・ルイーズR・ハワードC・アトリーP・ポランコJ・ロリンズB・フランシスコS・ビクトリーノJ・ワース | 1                              | 遊                             | E・レンテリア                  | 右                             | M・バンガーナーB・ポージーA・ハフF・サンチェスP・サンドバルE・レンテリアP・バレルA・ローワンドC・ロス |
| 2                            | 二                           | C・アトリー                  | 左                           | J・ブラントンC・ルイーズR・ハワードC・アトリーP・ポランコJ・ロリンズB・フランシスコS・ビクトリーノJ・ワース | 2                              | 二                             | F・サンチェス                  | 右                             | M・バンガーナーB・ポージーA・ハフF・サンチェスP・サンドバルE・レンテリアP・バレルA・ローワンドC・ロス |
| 3                            | 三                           | P・ポランコ                  | 右                           | J・ブラントンC・ルイーズR・ハワードC・アトリーP・ポランコJ・ロリンズB・フランシスコS・ビクトリーノJ・ワース | 3                              | 一                             | A・ハフ                        | 左                             | M・バンガーナーB・ポージーA・ハフF・サンチェスP・サンドバルE・レンテリアP・バレルA・ローワンドC・ロス |
| 4                            | 一                           | R・ハワード                  | 左                           | J・ブラントンC・ルイーズR・ハワードC・アトリーP・ポランコJ・ロリンズB・フランシスコS・ビクトリーノJ・ワース | 4                              | 捕                             | B・ポージー                    | 右                             | M・バンガーナーB・ポージーA・ハフF・サンチェスP・サンドバルE・レンテリアP・バレルA・ローワンドC・ロス |
| 5                            | 右                           | J・ワース                    | 右                           | J・ブラントンC・ルイーズR・ハワードC・アトリーP・ポランコJ・ロリンズB・フランシスコS・ビクトリーノJ・ワース | 5                              | 左                             | P・バレル                      | 右                             | M・バンガーナーB・ポージーA・ハフF・サンチェスP・サンドバルE・レンテリアP・バレルA・ローワンドC・ロス |
| 6                            | 遊                           | J・ロリンズ                  | 両                           | J・ブラントンC・ルイーズR・ハワードC・アトリーP・ポランコJ・ロリンズB・フランシスコS・ビクトリーノJ・ワース | 6                              | 右                             | C・ロス                        | 右                             | M・バンガーナーB・ポージーA・ハフF・サンチェスP・サンドバルE・レンテリアP・バレルA・ローワンドC・ロス |
| 7                            | 左                           | B・フランシスコ              | 右                           | J・ブラントンC・ルイーズR・ハワードC・アトリーP・ポランコJ・ロリンズB・フランシスコS・ビクトリーノJ・ワース | 7                              | 三                             | P・サンドバル                  | 両                             | M・バンガーナーB・ポージーA・ハフF・サンチェスP・サンドバルE・レンテリアP・バレルA・ローワンドC・ロス |
| 8                            | 捕                           | C・ルイーズ                  | 右                           | J・ブラントンC・ルイーズR・ハワードC・アトリーP・ポランコJ・ロリンズB・フランシスコS・ビクトリーノJ・ワース | 8                              | 中                             | A・ローワンド                  | 右                             | M・バンガーナーB・ポージーA・ハフF・サンチェスP・サンドバルE・レンテリアP・バレルA・ローワンドC・ロス |
| 9                            | 投                           | J・ブラントン                | 右                           | J・ブラントンC・ルイーズR・ハワードC・アトリーP・ポランコJ・ロリンズB・フランシスコS・ビクトリーノJ・ワース | 9                              | 投                             | M・バンガーナー                | 右                             | M・バンガーナーB・ポージーA・ハフF・サンチェスP・サンドバルE・レンテリアP・バレルA・ローワンドC・ロス |
| 先発投手                     | 先発投手                     | 先発投手                     | 投球                         | J・ブラントンC・ルイーズR・ハワードC・アトリーP・ポランコJ・ロリンズB・フランシスコS・ビクトリーノJ・ワース | 先発投手                       | 先発投手                       | 先発投手                       | 投球                           | M・バンガーナーB・ポージーA・ハフF・サンチェスP・サンドバルE・レンテリアP・バレルA・ローワンドC・ロス |
| J・ブラントン                | J・ブラントン                | J・ブラントン                | 右                           | J・ブラントンC・ルイーズR・ハワードC・アトリーP・ポランコJ・ロリンズB・フランシスコS・ビクトリーノJ・ワース | M・バンガーナー                | M・バンガーナー                | M・バンガーナー                | 左                             | M・バンガーナーB・ポージーA・ハフF・サンチェスP・サンドバルE・レンテリアP・バレルA・ローワンドC・ロス |

### 第5戦 10月21日
- AT&Tパーク（カリフォルニア州サンフランシスコ）

|                                | 1 | 2 | 3 | 4 | 5 | 6 | 7 | 8 | 9 | R | H | E |
| ------------------------------ | - | - | - | - | - | - | - | - | - | - | - | - |
| フィラデルフィア・フィリーズ   | 0 | 0 | 3 | 0 | 0 | 0 | 0 | 0 | 1 | 4 | 6 | 1 |
| サンフランシスコ・ジャイアンツ | 1 | 0 | 0 | 1 | 0 | 0 | 0 | 0 | 0 | 2 | 7 | 2 |

1. 勝利：ロイ・ハラデイ（1勝1敗）
2. セーブ：ブラッド・リッジ（1S）
3. 敗戦：ティム・リンスカム（1勝1敗）
4. 本塁打
PHI：ジェイソン・ワース2号ソロ
5. 審判
［球審］ジェフ・ネルソン
［塁審］一塁: トム・ハリオン、二塁: デリル・カズンズ、三塁: ダン・アイアソーニャ
［外審］左翼: テッド・バレット、右翼: ウォーリー・ベル
6. 試合開始時刻: 太平洋夏時間（UTC-7）午後4時58分  試合時間: 3時間15分  観客: 4万3713人  気温: 61°F（16.1°C）
詳細: MLB.com Gameday / ESPN.com / Baseball-Reference.com / Fangraphs

| フィラデルフィア・フィリーズ | フィラデルフィア・フィリーズ | フィラデルフィア・フィリーズ | フィラデルフィア・フィリーズ | フィラデルフィア・フィリーズ                                                                            | サンフランシスコ・ジャイアンツ | サンフランシスコ・ジャイアンツ | サンフランシスコ・ジャイアンツ | サンフランシスコ・ジャイアンツ | サンフランシスコ・ジャイアンツ                                                                  |
| ---------------------------- | ---------------------------- | ---------------------------- | ---------------------------- | --- | ------------------------------ | ------------------------------ | ------------------------------ | ------------------------------ | ----------------------------------------------------------------------------------------------- |
| 打順                         | 守備                         | 選手                         | 打席                         | R・ハラデイC・ルイーズR・ハワードC・アトリーP・ポランコJ・ロリンズR・イバニェスS・ビクトリーノJ・ワース | 打順                           | 守備                           | 選手                           | 打席                           | T・リンスカムB・ポージーA・ハフF・サンチェスP・サンドバルJ・ウリーベP・バレルA・トーレスC・ロス |
| 1                            | 中                           | S・ビクトリーノ              | 両                           | R・ハラデイC・ルイーズR・ハワードC・アトリーP・ポランコJ・ロリンズR・イバニェスS・ビクトリーノJ・ワース | 1                              | 中                             | A・トーレス                    | 両                             | T・リンスカムB・ポージーA・ハフF・サンチェスP・サンドバルJ・ウリーベP・バレルA・トーレスC・ロス |
| 2                            | 三                           | P・ポランコ                  | 右                           | R・ハラデイC・ルイーズR・ハワードC・アトリーP・ポランコJ・ロリンズR・イバニェスS・ビクトリーノJ・ワース | 2                              | 二                             | F・サンチェス                  | 右                             | T・リンスカムB・ポージーA・ハフF・サンチェスP・サンドバルJ・ウリーベP・バレルA・トーレスC・ロス |
| 3                            | 二                           | C・アトリー                  | 左                           | R・ハラデイC・ルイーズR・ハワードC・アトリーP・ポランコJ・ロリンズR・イバニェスS・ビクトリーノJ・ワース | 3                              | 一                             | A・ハフ                        | 左                             | T・リンスカムB・ポージーA・ハフF・サンチェスP・サンドバルJ・ウリーベP・バレルA・トーレスC・ロス |
| 4                            | 一                           | R・ハワード                  | 左                           | R・ハラデイC・ルイーズR・ハワードC・アトリーP・ポランコJ・ロリンズR・イバニェスS・ビクトリーノJ・ワース | 4                              | 捕                             | B・ポージー                    | 右                             | T・リンスカムB・ポージーA・ハフF・サンチェスP・サンドバルJ・ウリーベP・バレルA・トーレスC・ロス |
| 5                            | 右                           | J・ワース                    | 右                           | R・ハラデイC・ルイーズR・ハワードC・アトリーP・ポランコJ・ロリンズR・イバニェスS・ビクトリーノJ・ワース | 5                              | 左                             | P・バレル                      | 右                             | T・リンスカムB・ポージーA・ハフF・サンチェスP・サンドバルJ・ウリーベP・バレルA・トーレスC・ロス |
| 6                            | 遊                           | J・ロリンズ                  | 両                           | R・ハラデイC・ルイーズR・ハワードC・アトリーP・ポランコJ・ロリンズR・イバニェスS・ビクトリーノJ・ワース | 6                              | 右                             | C・ロス                        | 右                             | T・リンスカムB・ポージーA・ハフF・サンチェスP・サンドバルJ・ウリーベP・バレルA・トーレスC・ロス |
| 7                            | 左                           | R・イバニェス                | 左                           | R・ハラデイC・ルイーズR・ハワードC・アトリーP・ポランコJ・ロリンズR・イバニェスS・ビクトリーノJ・ワース | 7                              | 三                             | P・サンドバル                  | 両                             | T・リンスカムB・ポージーA・ハフF・サンチェスP・サンドバルJ・ウリーベP・バレルA・トーレスC・ロス |
| 8                            | 捕                           | C・ルイーズ                  | 右                           | R・ハラデイC・ルイーズR・ハワードC・アトリーP・ポランコJ・ロリンズR・イバニェスS・ビクトリーノJ・ワース | 8                              | 遊                             | J・ウリーベ                    | 右                             | T・リンスカムB・ポージーA・ハフF・サンチェスP・サンドバルJ・ウリーベP・バレルA・トーレスC・ロス |
| 9                            | 投                           | R・ハラデイ                  | 右                           | R・ハラデイC・ルイーズR・ハワードC・アトリーP・ポランコJ・ロリンズR・イバニェスS・ビクトリーノJ・ワース | 9                              | 投                             | T・リンスカム                  | 左                             | T・リンスカムB・ポージーA・ハフF・サンチェスP・サンドバルJ・ウリーベP・バレルA・トーレスC・ロス |
| 先発投手                     | 先発投手                     | 先発投手                     | 投球                         | R・ハラデイC・ルイーズR・ハワードC・アトリーP・ポランコJ・ロリンズR・イバニェスS・ビクトリーノJ・ワース | 先発投手                       | 先発投手                       | 先発投手                       | 投球                           | T・リンスカムB・ポージーA・ハフF・サンチェスP・サンドバルJ・ウリーベP・バレルA・トーレスC・ロス |
| R・ハラデイ                  | R・ハラデイ                  | R・ハラデイ                  | 右                           | R・ハラデイC・ルイーズR・ハワードC・アトリーP・ポランコJ・ロリンズR・イバニェスS・ビクトリーノJ・ワース | T・リンスカム                  | T・リンスカム                  | T・リンスカム                  | 右                             | T・リンスカムB・ポージーA・ハフF・サンチェスP・サンドバルJ・ウリーベP・バレルA・トーレスC・ロス |

### 第6戦 10月23日
- シチズンズ・バンク・パーク（ペンシルベニア州フィラデルフィア）

|                                | 1 | 2 | 3 | 4 | 5 | 6 | 7 | 8 | 9 | R | H  | E |
| ------------------------------ | - | - | - | - | - | - | - | - | - | - | -- | - |
| サンフランシスコ・ジャイアンツ | 0 | 0 | 2 | 0 | 0 | 0 | 0 | 1 | 0 | 3 | 13 | 0 |
| フィラデルフィア・フィリーズ   | 2 | 0 | 0 | 0 | 0 | 0 | 0 | 0 | 0 | 2 | 8  | 1 |

1. 勝利：ハビアー・ロペス（1勝）
2. セーブ：ブライアン・ウィルソン（1勝3S）
3. 敗戦：ライアン・マドソン（1敗）
4. 本塁打
SF：フアン・ウリーベ1号ソロ
5. 審判
［球審］トム・ハリオン
［塁審］一塁: デリル・カズンズ、二塁: ダン・アイアソーニャ、三塁: テッド・バレット
［外審］左翼: ウォーリー・ベル、右翼: ジェフ・ネルソン
6. 試合開始時刻: 東部夏時間（UTC-4）午後7時57分  試合時間: 3時間41分  観客: 4万6062人  気温: 61°F（16.1°C）
詳細: MLB.com Gameday / ESPN.com / Baseball-Reference.com / Fangraphs

| サンフランシスコ・ジャイアンツ | サンフランシスコ・ジャイアンツ | サンフランシスコ・ジャイアンツ | サンフランシスコ・ジャイアンツ | サンフランシスコ・ジャイアンツ                                                                  | フィラデルフィア・フィリーズ | フィラデルフィア・フィリーズ | フィラデルフィア・フィリーズ | フィラデルフィア・フィリーズ | フィラデルフィア・フィリーズ                                                                              |
| ------------------------------ | ------------------------------ | ------------------------------ | ------------------------------ | ----------------------------------------------------------------------------------------------- | ---------------------------- | ---------------------------- | ---------------------------- | ---------------------------- | --- |
| 打順                           | 守備                           | 選手                           | 打席                           | J・サンチェスB・ポージーA・ハフF・サンチェスJ・ウリーベE・レンテリアP・バレルA・トーレスC・ロス | 打順                         | 守備                         | 選手                         | 打席                         | R・オズワルトC・ルイーズR・ハワードC・アトリーP・ポランコJ・ロリンズR・イバニェスS・ビクトリーノJ・ワース |
| 1                              | 中                             | A・トーレス                    | 両                             | J・サンチェスB・ポージーA・ハフF・サンチェスJ・ウリーベE・レンテリアP・バレルA・トーレスC・ロス | 1                            | 遊                           | J・ロリンズ                  | 両                           | R・オズワルトC・ルイーズR・ハワードC・アトリーP・ポランコJ・ロリンズR・イバニェスS・ビクトリーノJ・ワース |
| 2                              | 二                             | F・サンチェス                  | 右                             | J・サンチェスB・ポージーA・ハフF・サンチェスJ・ウリーベE・レンテリアP・バレルA・トーレスC・ロス | 2                            | 三                           | P・ポランコ                  | 右                           | R・オズワルトC・ルイーズR・ハワードC・アトリーP・ポランコJ・ロリンズR・イバニェスS・ビクトリーノJ・ワース |
| 3                              | 一                             | A・ハフ                        | 左                             | J・サンチェスB・ポージーA・ハフF・サンチェスJ・ウリーベE・レンテリアP・バレルA・トーレスC・ロス | 3                            | 二                           | C・アトリー                  | 左                           | R・オズワルトC・ルイーズR・ハワードC・アトリーP・ポランコJ・ロリンズR・イバニェスS・ビクトリーノJ・ワース |
| 4                              | 捕                             | B・ポージー                    | 右                             | J・サンチェスB・ポージーA・ハフF・サンチェスJ・ウリーベE・レンテリアP・バレルA・トーレスC・ロス | 4                            | 一                           | R・ハワード                  | 左                           | R・オズワルトC・ルイーズR・ハワードC・アトリーP・ポランコJ・ロリンズR・イバニェスS・ビクトリーノJ・ワース |
| 5                              | 左                             | P・バレル                      | 右                             | J・サンチェスB・ポージーA・ハフF・サンチェスJ・ウリーベE・レンテリアP・バレルA・トーレスC・ロス | 5                            | 右                           | J・ワース                    | 右                           | R・オズワルトC・ルイーズR・ハワードC・アトリーP・ポランコJ・ロリンズR・イバニェスS・ビクトリーノJ・ワース |
| 6                              | 右                             | C・ロス                        | 右                             | J・サンチェスB・ポージーA・ハフF・サンチェスJ・ウリーベE・レンテリアP・バレルA・トーレスC・ロス | 6                            | 中                           | S・ビクトリーノ              | 両                           | R・オズワルトC・ルイーズR・ハワードC・アトリーP・ポランコJ・ロリンズR・イバニェスS・ビクトリーノJ・ワース |
| 7                              | 三                             | J・ウリーベ                    | 右                             | J・サンチェスB・ポージーA・ハフF・サンチェスJ・ウリーベE・レンテリアP・バレルA・トーレスC・ロス | 7                            | 左                           | R・イバニェス                | 左                           | R・オズワルトC・ルイーズR・ハワードC・アトリーP・ポランコJ・ロリンズR・イバニェスS・ビクトリーノJ・ワース |
| 8                              | 遊                             | E・レンテリア                  | 右                             | J・サンチェスB・ポージーA・ハフF・サンチェスJ・ウリーベE・レンテリアP・バレルA・トーレスC・ロス | 8                            | 捕                           | C・ルイーズ                  | 右                           | R・オズワルトC・ルイーズR・ハワードC・アトリーP・ポランコJ・ロリンズR・イバニェスS・ビクトリーノJ・ワース |
| 9                              | 投                             | J・サンチェス                  | 左                             | J・サンチェスB・ポージーA・ハフF・サンチェスJ・ウリーベE・レンテリアP・バレルA・トーレスC・ロス | 9                            | 投                           | R・オズワルト                | 右                           | R・オズワルトC・ルイーズR・ハワードC・アトリーP・ポランコJ・ロリンズR・イバニェスS・ビクトリーノJ・ワース |
| 先発投手                       | 先発投手                       | 先発投手                       | 投球                           | J・サンチェスB・ポージーA・ハフF・サンチェスJ・ウリーベE・レンテリアP・バレルA・トーレスC・ロス | 先発投手                     | 先発投手                     | 先発投手                     | 投球                         | R・オズワルトC・ルイーズR・ハワードC・アトリーP・ポランコJ・ロリンズR・イバニェスS・ビクトリーノJ・ワース |
| J・サンチェス                  | J・サンチェス                  | J・サンチェス                  | 左                             | J・サンチェスB・ポージーA・ハフF・サンチェスJ・ウリーベE・レンテリアP・バレルA・トーレスC・ロス | R・オズワルト                | R・オズワルト                | R・オズワルト                | 右                           | R・オズワルトC・ルイーズR・ハワードC・アトリーP・ポランコJ・ロリンズR・イバニェスS・ビクトリーノJ・ワース |